# 七本松町
七本松町（しちほんまつちょう）は、愛知県名古屋市中区の地名。

## 歴史

### 町名の由来
当地に7本の松並木があり、名物となっていたことに由来する。ただし、年を経るごとに数が減り、1834年（天保5年）には2本になり、大正初年に消滅している。

### 沿革
- 1928年（昭和3年）5月 - 『総合名古屋市年表』によれば、この地にあった株式会社新世界の敷地に児童用プールが設置されたという[5]。
- 1932年（昭和7年）12月20日 - 御器所町字古市場・菱池・大清水の各一部により、七本松町として成立[1]。
- 1933年（昭和8年）
  - 4月1日 - 御器所町字西鶴舞・古市場・小針の各一部を編入し、1丁目および2丁目を設定[1]。
  - 9月19日 - 地番変更を実施する[1]。
- 1969年（昭和44年）10月21日 - 住居表示実施に伴い、千代田三丁目および同四丁目に編入され消滅[1]。